# 54 Pułk Artylerii Lekkiej (II RP)
54 Pułk Artylerii Lekkiej (54 pal) – oddział artylerii lekkiej Wojska Polskiego II RP.
Pułk nie występował w organizacji pokojowej wojska. Został sformowany zgodnie z planem mobilizacyjnym „W” we wrześniu 1939 roku, w I rzucie mobilizacji powszechnej. Stanowić miał organiczną jednostkę artylerii 44 Dywizji Piechoty (Rezerwowej).

## 54 pal w kampanii wrześniowej

### Mobilizacja
Jednostkami mobilizującymi były: 10 Kaniowski pułk artylerii lekkiej w garnizonie Łódź dla II dywizjonu armat i III dywizjonu haubic oraz 26 pułk artylerii lekkiej w garnizonie Skierniewice dla dowództwa pułku, samodzielnego patrolu meteorologicznego nr 54 i I dywizjonu armat. Po zmobilizowaniu w dniu 23 marca 1939 26 pal i jego wyjeździe z garnizonu 26 marca i 8 lipca na teren Wielkopolski, w garnizonie pozostały nadwyżki mobilizacyjne i wcieleni rekruci. Pozostała kadra, rezerwiści i nowo wcieleni żołnierze utworzyły Oddział Zbierania Nadwyżek 26 pal. Początkowo od 26 marca nadwyżkami dowodził mjr Stanisław Milli, II zastępca dowódcy 26 pal, a od 5 lipca ppłk Zygmunt Kapsa I zastępca dowódcy 26 pal. Z powołanymi żołnierzami nowo wcielonymi i rezerwistami prowadzono szkolenie, do czasu ogłoszenia mobilizacji powszechnej. Na podstawie rozkazu dowódcy OK nr IV z 29 sierpnia 1939 wyznaczono dowódcę nadwyżek OZN 10 pal ppłk. Henryka Dudka oraz utworzono dwa dywizjony. Do koszar zgłaszali się dalsi rezerwiści. 2 września na bazie I dywizjonu kpt. J. Czecha i II dywizjonu mjr Jana Sałęgi z OZN 10 pal rozpoczęto mobilizowanie dwóch dywizjonów (II i III) 54 pułku artylerii lekkiej. Część baterii formowano na terenie zakładów przemysłowych i innych obiektów na terenie Łodzi. Z uwagi na niezmobilizowanie należnych koni, wozów konnych i nie dotarcie części rezerwistów, ze względu na późniejsze terminy stawiennictwa, mobilizacja nastręczyła szereg problemów organizacyjnych. 4 września częściowo sformowane baterie i kolumny amunicyjne wychodziły z miasta na północ do lasów koło Łagiewnik, gdzie kontynuowano czynności mobilizacyjne. W garnizonie Skierniewice w II rzucie mobilizacji powszechnej w czasie X+3 z posiadanych zasobów osobowych OZN 26 pal i dalszych zgłaszających się rezerwistów oraz sprzętu, broni i mobilizowanych koni i wozów zmobilizowano I dywizjon armat 54 pal w składzie: dowództwa, 3 baterii armat i kolumny amunicyjnej oraz dowództwo 54 pal z samodzielnym patrolem meteo nr 54.     

### Działania i walki
W kampanii wrześniowej 1939 pułk nie wystąpił całością sił. 5 i 6 września zgodnie z rozkazem dowódcy 44 Dywizji Piechoty rez. płk Eugeniusza Żongołłowicza oba dywizjony podjęły marsz w kierunku Skierniewic, gdzie miał skoncentrować się 54 pal. Całość dywizji miała skoncentrować się w rejonie Sochaczewa jako odwód Armii „Łódź“. W tym kierunku 5 września podjęły marsz dowództwo 54 pal i jego I dywizjon. Z uwagi na przełamanie obrony Armii „Łódź“ i Armii „Prusy“ pod Piotrkowem Trybunalskim i Tomaszowem Mazowieckim, niemieckie dywizje pancerne XVI Korpusu Armijnego dokonały rajdu w kierunku Warszawy. Grożąc odcięciem 44 DP rez. od środkowej Wisły. Z uwagi na co, płk. Eugeniusz Żongołłowicz zarządził przeprawę 44 DP rez. na wschodni brzeg Wisły przeprawą mostową w Świdrach i koncentrację dywizji w rejonie Otwocka. Jako ostatnia z garnizonu wymaszerowała 7 bateria haubic, która prowadziła oprócz własnego uzbrojenia i wyposażenia 4 armaty 75 mm wz.1897 pozostawione w magazynach. Bateria nie otrzymała amunicji do dział i do broni strzeleckiej. 7 bateria maszerowała bocznymi drogami wolno, ze zbyt małą ilością koni do dział i jaszczy. W dniu 11 września po dotarciu do Lechowiec koło Łyszkowic została zaskoczona na postoju przez niemieckie samochody pancerne. Atak niemiecki doprowadził do wybicia większości koni w zaprzęgach i rozproszenia 7 baterii. Część baterii pod dowództwem ppor. rez. Jossego dotarła w okolice Lublina. Nie ustalono jak przebiegała mobilizacja baterii i dowództwa II dywizjonu armat. Nie ma informacji na temat 4 i 6 baterii armat i dowództwa II dywizjonu. 5 bateria armat wymaszerowała wraz z innymi pododdziałami II dywizjonu, o świcie 6 września znalazła się w rejonie Brzezin. Wieczorem 6/7 września wyruszyła w kierunku Głowna. Podczas nocnej strzelaniny nastąpiło rozczłonkowanie II dywizjonu, jedna z baterii (4 lub 6)  oderwała się od dywizjonu i pomaszerowała wraz z batalionem I/145 pułku piechoty w kierunku Mszczonowa. Z nieznanych przyczyn bateria ta była w pełni zmobilizowana, ale nie posiadała armat. 8 września w lesie obok miejscowości Stary Łajszew bateria po boju z niemieckim oddziałem rozpoznawczym 4 Dywizji Pancernej została rozbita wraz z batalionem marszowym 18 pułku piechoty. Oficer zwiadowczy II dywizjonu ppor. rez. Leon Dziewulski, przewodniczący komisji poboru koni, po zebraniu koni w okolicach Dłutowa i Tuszyna doprowadził je do Łodzi 7 września. Wobec tego, że nie zastał dywizjonu i nie przekazano informacji, gdzie pomaszerował, tego dnia poprowadził zebrane konie na wschód i dotarł z nimi 10 września do Modlina. Został przydzielony do 71 dywizjonu artylerii lekkiej.               
7 września III dywizjon wraz z 5 baterią dotarł do lasu na północ od Głowna, następnie z napotkanym batalionem III/144 pułku piechoty pomaszerował nocą 7/8 września do lasu Zwierzyniec koło Skierniewic. Kolejnej nocy osiągnięto okolice Żyrardowa. Z powodu na ataki lotnictwa niemieckiego i działania dywersantów, od III dywizjonu odłączyła się 8 bateria haubic. Bateria dotarła do Warszawy, skąd została skierowana do Góry Kalwarii, a następnie do Garwolina. W rejonie Garwolina była kilkakrotnie bombardowana, poniosła straty osobowe i w sprzęcie. Po dojechaniu do Lublina, otrzymała polecenie marszu do Włodzimierza Wołyńskiego, a po zmianie rozkazu do Kowla. 19 września po dotarciu w okolice Kowla wsparła przypadkowo spotkany oddział piechoty w walce z oddziałem sowieckim. Po walce 8 bateria odskoczyła do Małoryty na północny zachód od Chełma Lubelskiego. Podczas dalszego marszu 8 bateria napotkała dowódcę 10 pal ppłk. Kossarka i wraz z nim maszerowała ku Warszawie. 1 października we wsi Borki koło Dęblina, na wiadomość o kapitulacji Warszawy pozostałość baterii zakopała broń i amunicję, konie rozdano okolicznej ludności, a baterię ppłk. Kossarek rozwiązał. III dywizjon kpt. Juliusza Czecha w składzie 5 i 9 baterii wraz ze zgrupowaniem 144 pp rez. wieczorem 9 września pomaszerowało w kierunku Grodziska Mazowieckiego, stoczyło po drodze potyczki z grupami dywersyjnymi. Z uwagi na zamknięcie drogi do Warszawy, 10 września III/54 pal pomaszerował przez Puszczę Kampinoską. 11/12 września III dywizjon przekroczył Wisłę przez most Nowym Dworze i dotarł do lasów w pobliżu Jabłonny i Legionowa. Wraz ze zgrupowaniem 144 pp ppłk. Dzióbka w nocy 12/13 września pomaszerował do Rembertowa, Starej Miłosnej i Annina. Zgrupowanie po marszu w kierunku Garwolina zajęło obronę na skrzyżowaniu szosy brzeskiej i lubelskiej w miejscowości Zakręt. 14 września III dywizjon odjechał do Warszawy, po południu skierowano go do Łazienek, gdzie został ostrzelany przez niemiecką artylerię. Po przesunięciu do Cytadeli III/54 pal został rozdzielony. 5 bateria armat została przydzielona do pododcinka Północ, zajęła stanowiska ogniowe w pobliżu klasztoru przy ul. Krasińskiego. 9 bateria haubic wspierała pododcinek Południe w rejonie ul. Belwederskiej. Jeden z plutonów 5 baterii w dniach 22-25 września wspierał wypad i walki batalionu stołecznego w miejscowości Górce i Blizne. Działon 5 baterii pod dowództwem por. rez. Tadeusza Puto zniszczył na Wiśle pod Tarchominem obsadzone przez żołnierzy niemieckich trzy "berlinki" i 2 statki. 28 września zatopiono w Wiśle część broni. III/54 pal zakończył działania wraz kapitulacją Warszawy.              

#### Działania i walki dowództwa 54 pal i I/54 pal
Grupa dowódcy 54 pal ppłk. Zygmunta Kapsy maszerowała po zatłoczonych drogach uciekinierami cywilnymi, taborami i rozbitymi jednostkami obu armii. Grupa 54 pal była atakowana przez lotnictwo niemieckie. Chaos spowodowany bombardowaniem I/54 pal w rejonie Grodziska Mazowieckiego nocą 8/9 września spowodował oddzielenie się 3 baterii armat. 3/54 pal samodzielnie dotarła do Warszawy 10 września. 9 września o świcie maszerująca grupa 54 pal zatrzymała się w ogrodach przy stacji kolejowej w Piasecznie na dzienny postój, dołączył do niej pododdział wartowniczy. Podczas dalszego marszu po zmroku 9 września w Piasecznie, 54 pal natknął się na niemiecki dywizjon przeciwlotniczy, w wyniku wymiany ognia I/54 pal stracił trzy armaty. Po oderwaniu się od niemieckiego dywizjonu, 10 września dotarł do Warszawy. Dowództwo 54 pal w trakcie wieczornej walki w Piasecznie oddzieliło się od I dywizjonu. Podczas dalszego marszu w kierunku przeprawy w Świdrach Małych dowództwo 54 pal dostało się do niemieckiej niewoli 1 Dywizji Pancernej w Górze Kalwarii. Z Warszawy dywizjon I/54 pal pomaszerował do Rembertowa. Tam po wypoczynku i reorganizacji został dołączony do Grupy Operacyjnej Kawalerii gen. bryg. Władysława Andersa. Wraz z nią 14 września przekroczył rzekę Wieprz pod Baranowem i pomaszerował na Lubelszczyznę. I/54 pal (bez 3 baterii) walczył w składzie Grupy Operacyjnej Kawalerii gen. bryg. Władysława Andersa, a od 17 września – Grupy Operacyjnej gen. bryg. Jana Kruszewskiego przydzielony do 10 pułku artylerii lekkiej ppłk. Kossarka, 10 DP między innymi w drugiej bitwie pod Tomaszowem Lubelskim.     
Ze względu, że dywizjon posiadał zbyt słabe i przemęczone konie nie nadążył za kawalerią gen. Andersa i pozostał w tyle po minięciu Garwolina. Pomaszerował samodzielnie i dotarł do rzeki Bug, następnie wyruszył w kierunku Kowla. Po otrzymaniu wiadomości o zajęciu Kowla przez jednostki Armii Czerwonej, zawrócił na zachód. W trakcie marszu do I/54 pal dołączyły resztki 29 pułku artylerii lekkiej z dwoma armatami 75 mm i jedną haubicą 100 mm. Razem 24 września dywizjon dotarł do Chełma Lubelskiego. 25 września I/54 pal wsparł oddziały garnizonu Chełma w składzie; dwóch batalionów Oddziału Zbierania Nadwyżek 35 pułku piechoty, 6 i 7 baterii pomiarów artylerii i Ośrodka Zapasowego Oddziałów Pomiarów Artylerii nr 1 ppłk. Józefa Kleibera i 29 baterii artylerii plot. w walce z czołgami sowieckiej 36 Lekkiej Brygady Czołgów. Po zaciętej walce i zniszczeniu wspólnie z piechotą i spieszonymi pomiarowcami artylerii, co najmniej 4 czołgów, I/54 pal wspólnie z OZPA nr 1 ppłk. Józefa Kleibera, 6 i 7 bpa  oraz 29 baplot. wycofał się w kierunku Lublina. Marsz odbywał się bocznymi drogami pod ostrzałem artylerii sowieckiej. Część grupy ppłk J. Kleibera dołączyła do Grupy „Chełm“ płk. dypl. Władysława Płonki, w tym prawdopodobnie obie baterie I/54 pal, część przedarła się do Samodzielnej Grupy Operacyjnej „Polesie“.    

## Organizacja i obsada personalna pułku we wrześniu 1939
dowództwo
- dowódca – ppłk Zygmunt Kapsa
- adiutant pułku - por. Jerzy Malinowski

I dywizjon (75 mm armaty wz. 1897)

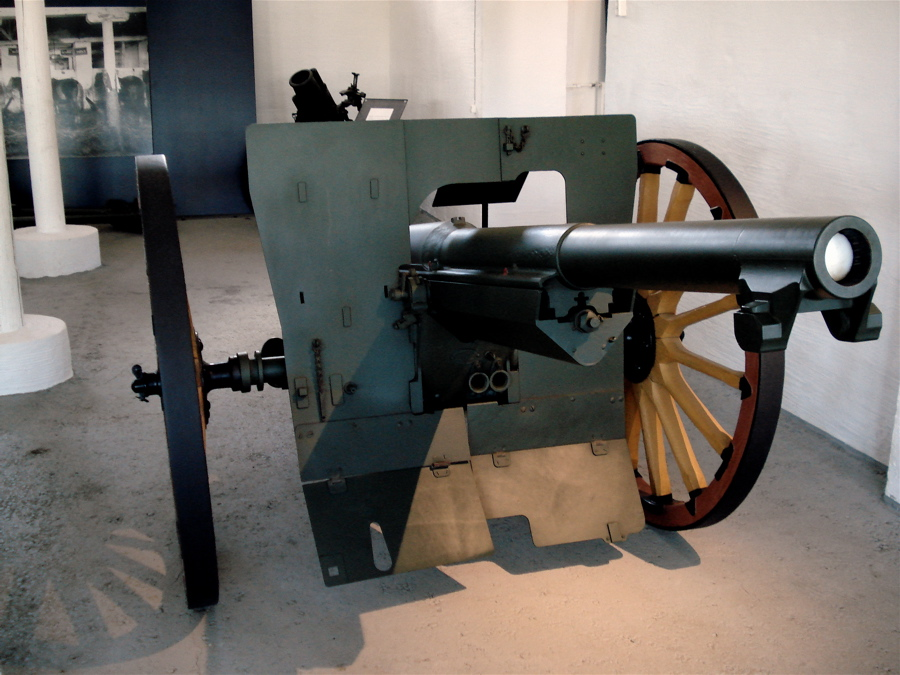
75 mm armata wz. 1897

- dowódca – mjr Stanisław Hieronim Milli[11]
- dowódca 1 baterii – kpt. Sławomir Krzeszowski
- dowódca 2 baterii – kpt. Lucjan Henryk Burian
- dowódca 3 baterii – por. Stanisław Bobrowski

II dywizjon (75 mm armaty wz. 1897)
- dowódca – mjr Jan Sałęga[12]
- adiutant dywizjonu - ppor. rez. Ignacy Tabako
- oficer zwiadowczy - ppor. rez. Leon Dziewulski
- dowódca 4 baterii – NN
- dowódca 5 baterii – por. rez. Stanisław Niesłuchowski, por. rez. Jan Stanisław Krysiński[13]
  - oficer zwiadowczy - ppor. rez. Stefan Rembieliński
  - oficer ogniowy - ppor. Kryspin Chojnacki
- dowódca 6 baterii – NN

III dywizjon (100 mm haubice wz. 1914/1919)
- dowódca – kpt. art. Juliusz Czech[b]
- adiutant dywizjonu - ppor. Adam Firlik
- oficer zwiadowczy - por. rez. Tadeusz Stanisław Puto.
- dowódca 7 baterii –  ppor. Henryk Żuk[13]
  - oficer zwiadowczy - ppor. rez. Jerzy Josse
- dowódca 8 baterii – por. Wincenty Klita
- dowódca 9 baterii – ppor. (Piotr)[13] Mieczysław Aleksander Szadkowski

## Uwaga
1. ↑  Według najnowszych badań Stanisława Maksimca szlak wrześniowych losów I/54 pal mjr. Millego wyglądał inaczej od prezentowanej w pracach L. Głowackiego "Działania wojenne na Lubelszczyźnie w roku 1939" i pracy W.Jarno i W. Kozłowskiego "10 Dywizja Piechoty w wojnie 1939 r." Opisano go w dalszej części opisu działań I/54 pal.
2. ↑  kpt. art. Juliusz Czech, także Czech-Wichura ur. 26 września 1901 w Rzeszowie. Do 24 sierpnia 1939 służył w 31 pułku artylerii lekkiej w Toruniu. Zgodnie z kartą mob. został wyznaczony na stanowisko oficera sztabu dowódcy artylerii dywizyjnej 28 Dywizji Piechoty. 26 sierpnia wyznaczony został na takie samo stanowisko w 10 Dywizji Piechoty. 27 sierpnia na własną prośbę wyznaczony został na stanowisko dowódcy III/54 pal. 29 września 1939 dowódca Armii „Warszawa” gen. dyw. Juliusz Rómmel nadał mu Krzyż Walecznych po raz trzeci (w rozkazie wymieniony jako „dowódca 1 baterii 54 pal kpt. Czech Julian”). Sam zainteresowany 26 marca 1945 w czasie rejestracji w Rejonowej Komendzie Uzupełnień Gdynia podał, że w 1939 w Warszawie został odznaczony Orderem Virtuti Militari V klasy[14]. Zmarł 1 czerwca 1966 i został pochowany na cmentarzu Centralnym w Szczecinie (kwatera 37A, rząd 3, grób 1).